# Friedrich Wolf von Trotha
Friedrich Wolf von Trotha (* 14. September 1829 in Köthen; † 29. März 1885 in Hecklingen) war ein preußischer Leutnant, anhaltischer Kammerherr und Abgeordneter des Herzogtums Anhalt.

## Leben

### Herkunft
Von Trotha war Sohn des anhaltischen Kammerherrn und Oberforstmeisters Gustav Friedrich von Trotha (1799–1841) und dessen Ehefrau Fanny von Renthe (1802–1863).

### Karriere
Bis 1854 erreichte er den Rang eines Leutnants in der preußischen Armee. Er wurde in den darauffolgenden Jahren Kammerherr im Hofstaat des Fürsten von Anhalt. 1876 wurde von Trotha Abgeordneter des herzoglich-anhaltischen Landtages, da sein Vorgänger Theodor Klepp ausschied.
Bis mindestens 1883 war er noch als Amtsvorsteher in Hecklingen tätig.

### Familie
Am 2. Dezember 1856 heiratete er in Hohenerxleben Walpurgis von Krosigk (1838–1917), mit der er folgende Kinder hatte:
- Gustav Adolf von Trotha (1857–?), anhaltischer Kammerherr
- Wolf Dietrich von Trotha (1863–1943), preußischer geheimer Regierungsrat
- Hans Thilo von Trotha (1865–1914), preußischer Oberförster
- Gebhard Anton Otto von Trotha (1871–1933), preußischer Landrat

## Auszeichnungen
- Ritter I. Klasse des Hausordens Albrechts des Bären